# Pancé
Pancé est une commune française située dans le département d'Ille-et-Vilaine, en région Bretagne.

## Géographie
Pancé compte deux sites naturels : le Tertre-Gris et le bois de la Saudrais.
Le Tertre-Gris, appelé autrefois Mont-Alahart
Son appellation provient, non pas de sa couleur, mais de sa désignation de Terre-du-Christ, puis Terre-Christ dérivé en Tertre-Gris sous le rège d'Henri IV. 20 hectares (dont 10 ha appartenant à la commune de Pancé) de pins, bruyères, asphodèles (plantes assez rares à fleurs blanches), genêts... composent ces anciennes carrières de pierres.
La source des pêcheurs ou source d'Uline située sur la commune de Pancé et non de Poligné  est connue pour son eau qui serait toujours potable de nos jours[réf. nécessaire].
Le Bois de la Saudrais
La source du Bélier (le bélier : machine pour élever l'eau) à présent tarie, alimentait le bourg. Le château d'eau situé en bordure du bois, rue du Bélier, a été détruit au début des années 2000.

### Communes limitrophes
|           | Crevin, Le Petit-Fougeray |                      |
| Poligné   | Pancé                     | Le Sel-de-Bretagne   |
| Pléchâtel | Bain-de-Bretagne          | La Bosse-de-Bretagne |

### Hydrographie
Pour un article plus général, voir Réseau hydrographique d'Ille-et-Vilaine.
La commune est située dans le bassin Loire-Bretagne. Elle est drainée par le Semnon, le Choisel, le Maigé, le ruisseau de Sevrault, les Bruères, le ruisseau de la Chevrie, le ruisseau des Caillons, le ruisseau des Grandes landes et le ruisseau du Pont de nache,,.
Le Semnon, d'une longueur de 73 km, prend sa source dans la commune de Saint-Erblon et se jette  dans la Vilaine à Saint-Senoux, après avoir traversé 20 communes. 

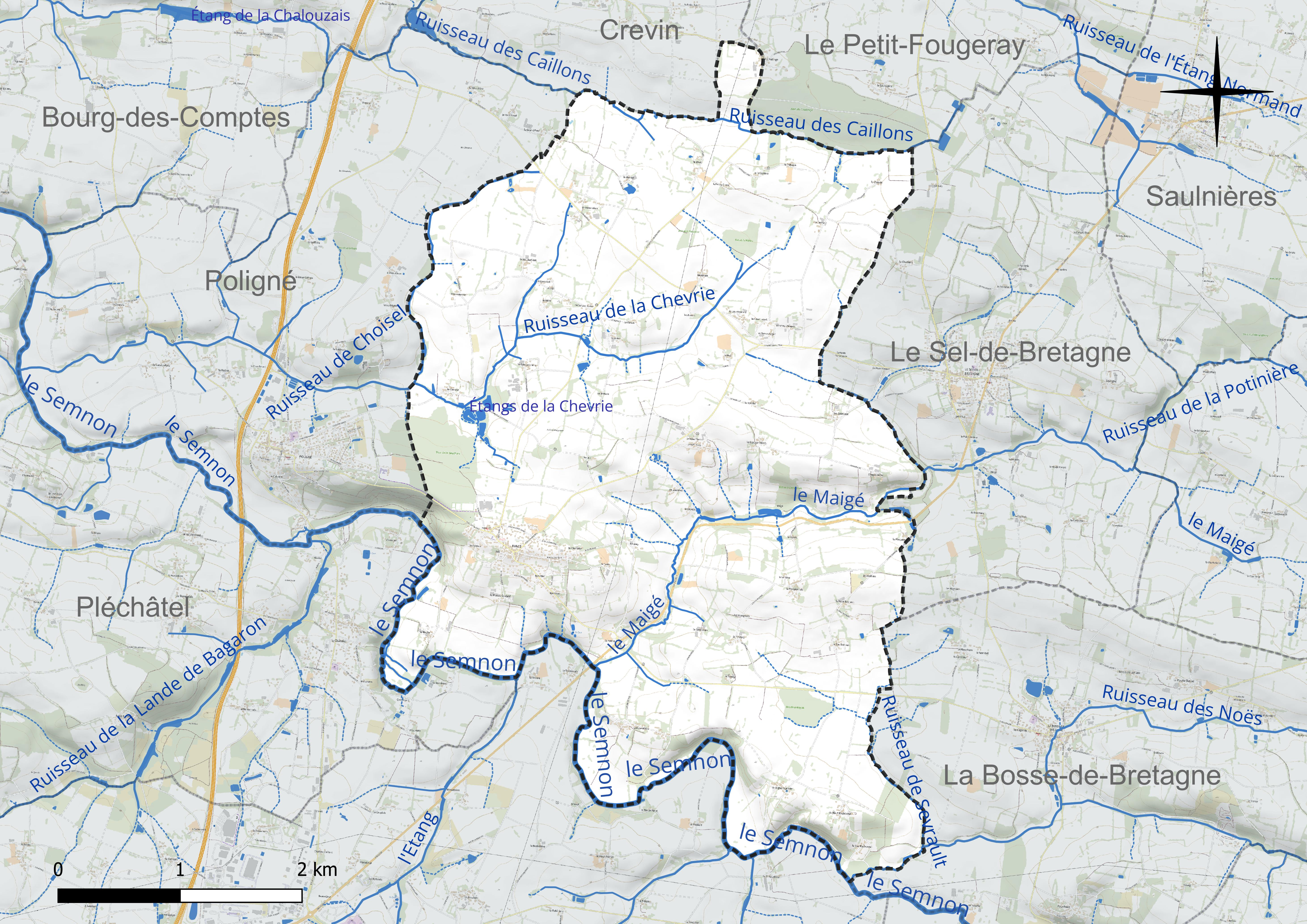
Réseau hydrographique de Pancé.

Un plan d'eau complète le réseau hydrographique : les étangs de la Chevrie (1,84 ha),.

### Climat
Pour des articles plus généraux, voir Climat de la Bretagne et Climat d'Ille-et-Vilaine.
En 2010, le climat de la commune est de type climat océanique franc, selon une étude du CNRS s'appuyant sur une série de données couvrant la période 1971-2000. En 2020, Météo-France publie une typologie des climats de la France métropolitaine dans laquelle la commune est exposée à un climat océanique et est dans la région climatique  Bretagne orientale et méridionale, Pays nantais, Vendée, caractérisée par une faible pluviométrie en été et une bonne insolation. Parallèlement l'observatoire de l'environnement en Bretagne publie en 2020 un zonage climatique de la région Bretagne, s'appuyant sur des données de Météo-France de 2009. La commune est, selon ce zonage, dans la zone « Sud Est », avec des étés relativement chauds et ensoleillés.  
Pour la période 1971-2000, la température annuelle moyenne est de 11,4 °C, avec une amplitude thermique annuelle de 13,1 °C. Le cumul annuel moyen de précipitations est de 802 mm, avec 12,6 jours de précipitations en janvier et 6,8 jours en juillet. Pour la période 1991-2020, la température moyenne annuelle observée sur la station météorologique la plus proche, située sur la commune de La Noë-Blanche à 11 km à vol d'oiseau, est de 12,2 °C et le cumul annuel moyen de précipitations est de 780,5 mm,. Pour l'avenir, les paramètres climatiques de la commune estimés pour 2050 selon différents scénarios d'émission de gaz à effet de serre sont consultables sur un site dédié publié par Météo-France en novembre 2022.

## Urbanisme

### Typologie
Au 1er janvier 2024, Pancé est catégorisée bourg rural, selon la nouvelle grille communale de densité à sept niveaux définie par l'Insee en 2022.
Elle est située hors unité urbaine. Par ailleurs la commune fait partie de l'aire d'attraction de Rennes, dont elle est une commune de la couronne,. Cette aire, qui regroupe 183 communes, est catégorisée dans les aires de 700 000 habitants ou plus (hors Paris),.

### Occupation des sols
L'occupation des sols de la commune, telle qu'elle ressort de la base de données européenne d'occupation biophysique des sols Corine Land Cover (CLC), est marquée par l'importance des territoires agricoles (94,9 % en 2018), une proportion sensiblement équivalente à celle de 1990 (95,3 %). La répartition détaillée en 2018 est la suivante : 
zones agricoles hétérogènes (47 %), terres arables (35,2 %), prairies (12,7 %), zones urbanisées (2,6 %), forêts (2,5 %). L'évolution de l'occupation des sols de la commune et de ses infrastructures peut être observée sur les différentes représentations cartographiques du territoire : la carte de Cassini (XVIIIe siècle), la carte d'état-major (1820-1866) et les cartes ou photos aériennes de l'IGN pour la période actuelle (1950 à aujourd'hui).

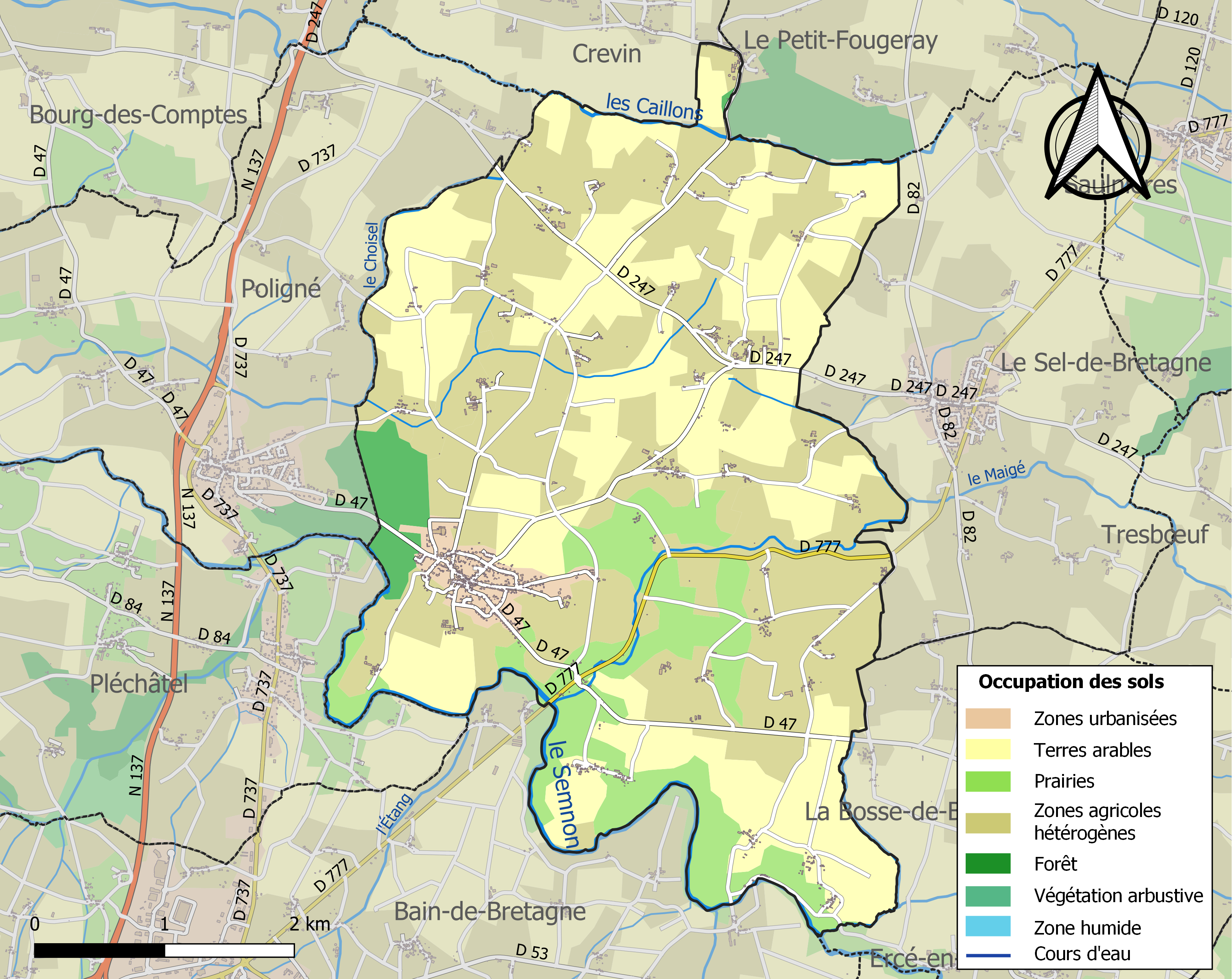
Carte des infrastructures et de l'occupation des sols de la commune en 2018 (CLC).

## Toponymie
Le nom de la localité est attesté sous les formes Panciacum en 860, Panceio en 1158.
Le nom de la localité est identique à Pancey (Haute-Marne, Pancei 1284) et Pancy (Aisne, Penci 1114).
Albert Dauzat et Charles Rostaing citent le nom de personne latin Pantius, suivi du suffixe -acum, d'origine gauloise -acon (celtique *-ākon) servant à localiser ou à désigner la propriété. En réalité, l'anthroponyme est plutôt gallo-romain, basé sur le mot gaulois panto- « souffrance » [?], attesté dans l'onomastique personnelle gauloise : Diopantus, Uerpantus.

## Histoire
Au IXe siècle, le roi breton Salomon y avait une résidence[réf. nécessaire].

### Temps modernes

#### L'ancienne église
Le 21 décembre 1619, Thomas Langouet, recteur de Pancé, Gilles de La Filochays, notable du voisinage et Robert Thomas, notaire du prieuré de Pléchâtel, affirmèrent que M. de la Marzelière, en tant que vicomte du Fretay, était fondateur et seigneur de l'église de Pancé.
De style roman, elle était construite à l'emplacement actuel de l'ancien cimetière. Le vocable de Pancé est Saint-Martin-de-Tours. Les bras de la croix ou chapelles étaient dédiés à Saint-Sébastien et Saint-Yves. On y trouvait trois autels : Notre-Dame, la Trinité et Saint-Michel.
En 1694, la chapelle Saint-Yves devint la chapelle du Rosaire. Les prêtres de la paroisse avaient coutume de se faire inhumer devant l'autel de la Sainte-Trinité.
Plusieurs familles y possédaient leur enfeu : les seigneurs du Plessis-Godard, les seigneurs du Bois-Glaume en Poligné, les seigneurs du Fretay...
Au fur et à mesure de années, plusieurs bénédictions de cloches eurent lieu. Quelques exemples :
- le 19 mars 1664, Laurent Rondel, recteur, béni la grosse cloche. Le parrain fut Siméon Martin (fils aîné de Gilles et de Louise de Beaulis), sieur du Plessis-Bonabry et la marraine Anne Poussin, fille de Jean et de Jeanne Guérin, sieur et dame des Saudrays;
- le 21 août 1678, furent baptisées la grosse cloche, Paule-Renée (parrain : écuyer Paul Martin, sieur de la Roche-Bonabry, marraine : Renée Martin) et la petite cloche, Jeanne-Louise-Françoise (parrain : Jean Du Bouëxic, seigneur du Bouëxic, marraine : Françoise Martin, dame du Plessis-Godard);
- le 11 juin 1693, la grosse cloche fut baptisée par René Bizeul, doyen de Bain. Elle fut nommée Perrine-Renée-Elisabeth (parrain René Martin, sieur des Renardières et Elisabeth Martin, demoiselle du Plessis-Godard);
- le 9 novembre 1712 fut bénite Françoise-Renée (parrain : écuyer Olivier Drouet : seigneur du Boisglaume, marraine : haute et puissante dame Françoise Renée Couesquen, comtesse de Mornay, marquise de la Marzelière, baronne de Poligné).

#### L'ancien presbytère
Il est situé au coin du nord-est du cimetière. Dans les années 1689, le recteur Pierre Clouard le fit reconstruire et y fit établir un puits et un four. En 1711, le recteur Mathurin Chereil y fit construire à son tour un four et une maison.

#### Les chapelles de la commune
La chapelle Saint-Melaine
Elle fut construite en 1729 et dédiée à la Vierge. Rebâtie en 1760 elle ne fut bénite qu'en 1769 en l'honneur de la Sainte-Vierge, Saint Joseph et Saint Fiacre. On y allait en procession lors des Rogations.
Au-dessus de la porte principale, on pouvait lire : « la présente chapelle a été rétablie l'an 1760 - Ave Maria ».
On la connaît également sous le nom de chapelle Saint-Mélaine car, à l'origine, elle appartenait aux moines de ce nom.
Démolie à la fin du XIXe siècle, elle fut reconstruite en 1890-1891 par Arthur Regnault, originaire de Bain-de-Bretagne, (bénite le 23 juin 1891) et déplacée plus à l'ouest que sa position initiale (le cadastre napoléonien la situant plus à l'ouest que de nos jours).
La chapelle Sainte-Catherine-du-Fretay
Elle avait été construite par les seigneurs du Fretay près de leur manoir.
La chapelle du Ménillet ou chapelle de la Chênette-Tirel
La date de construction de cette chapelle, toujours visible dans le village du Ménillet, est totalement inconnue. Elle est connue pour ses légendes :
- Première légende

Elle aurait été construite en signe de reconnaissance par un propriétaire qui aurait découvert, non loin de là, un trésor composé de pièces d'or.
- Seconde légende

Le lieu serait hanté par un poulain blanc qui se présente dès qu'un visiteur s'attarde auprès de la dite chapelle. Si le visiteur refuse de chevaucher l'animal, il se verrait séparé en deux.
- Troisième légende

Un objet déposé dans un angle intérieur de l'édifice disparaîtrait en quelques instants si le dépositaire sort de la chapelle quelques instants.
- Dernière légende

Un trou creusé un jour dans le sol de la chapelle se verrait systématiquement rebouché dès le lendemain.
La chapelle Solleux
Construite en 1884 par la famille Solleux le long de la route de Pancé à Crevin, elle est dédiée à sainte Anne, saint Joseph et saint Apolline. Cette dernière possède également sa légende[Laquelle ?]. La chapelle a été édifiée en repentance à la suite du décès de leur fille unique. En effet celle-ci voulait entrer dans les ordres, mais étant leur seule héritière les parents l'obligèrent à se marier. Malheureusement celle-ci décéda en couche et ses parents décidèrent l'édification de la chapelle.

### LeXIXesiècle

#### La construction de l'actuelle église Saint-Martin

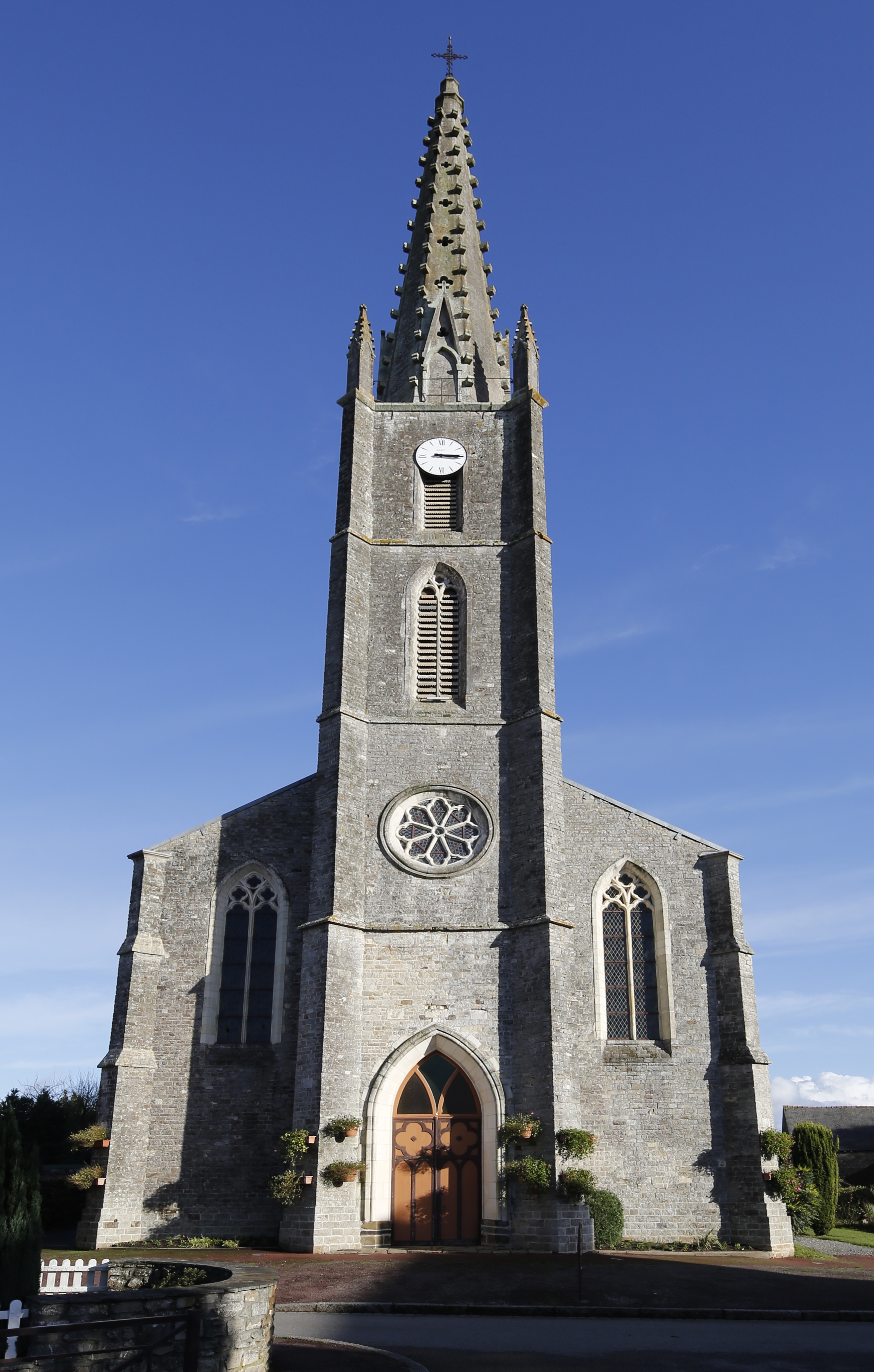
L'église Saint-Martin, vue de la rue du Tertre Gris.

Elle fut construite en style néo-gothique entre 1860 et 1865 sous la direction architecturale d'Édouard Brossay-Saint-Marc (frère de l'évêque de Rennes). Elle fut bénie en juin 1865 (abbé Richard).
Elle a été restaurée à plusieurs reprises : 1912/1913, 1964, début des années 2000 et rouverte en décembre 2005 après de nombreux mois de fermeture (fissures, chute de pierres).
Lors de la dernière restauration, les vitraux ont été vandalisés et ont fait l'objet d'une dépose afin de les restaurer.
À noter que dans la nuit du 4 au 5 janvier 1872, la voûte s'était déjà effondrée.

### LeXXesiècle

#### La Belle Époque
Une ligne de tramway des TIV (Transports d'Ille-et-Vilaine) allant de Rennes au Grand-Fougeray en passant par Chartres, Noyal-sur-Seiche, Pont-Péan, Orgères, Chanteloup, Le Sel, Saulnières, Pancé, Bain et La Dominelais fut construite à partir de 1909 ; mise en service en 1910, la ligne était longue de 64 km ; elle ferma en 1937 ; les tramways y circulaient à environ 25 km/h.

## Politique et administration
| Période                                  | Période                  | Identité                  | Étiquette | Qualité                                  |
| ---------------------------------------- | ------------------------ | ------------------------- | --------- | ---------------------------------------- |
| 1792                                     |                          | Bertrand Choquet          |           |                                          |
| 1805                                     |                          | René-Louis Jouon          |           |                                          |
| 1813                                     | Septembre 1821           | Joseph Gendrot            |           |                                          |
| octobre 1821                             | 1830                     | Pierre Massicot           |           |                                          |
| 1831                                     | 1835                     | Joseph Gendrot            |           |                                          |
| 1835                                     | 1843                     | René Gendrot              |           |                                          |
| 1844                                     | 1859                     | René Massicot             |           |                                          |
| 1859                                     | 1871                     | Jean Hamon                |           |                                          |
| 1872                                     | 1873                     | Joseph Desbois            |           |                                          |
| 1874                                     | 24 octobre 1885          | René Massicot             |           |                                          |
| 1886                                     | 17 juin 1900             | René Martin               |           |                                          |
| 26 juin 1900                             | 1902                     | Charles Lorin de Branbuan |           |                                          |
| 1903                                     |                          | René Martin               |           |                                          |
| Les données manquantes sont à compléter. |                          |                           |           |                                          |
| mars 1989                                | février 2002 (démission) | Onen Gorré                | DVD       | Retraité de la Gendarmerie Réélu en 1995 |
| mars 2002                                | mars 2014                | Laurent Kazmierczak       |           | Professeur d'EPS                         |
| mars 2014                                | mai 2020                 | Jean Princen              | SE        | Retraité                                 |
| mai 2020                                 | En cours                 | Jean-François Pilard      |           | Enseignant-chercheur                     |
| Les données manquantes sont à compléter. |                          |                           |           |                                          |

## Démographie
L'évolution du nombre d'habitants est connue à travers les recensements de la population effectués dans la commune depuis 1793. Pour les communes de moins de 10 000 habitants, une enquête de recensement portant sur toute la population est réalisée tous les cinq ans, les populations de référence des années intermédiaires étant quant à elles estimées par interpolation ou extrapolation. Pour la commune, le premier recensement exhaustif entrant dans le cadre du nouveau dispositif a été réalisé en 2007.

En 2022, la commune comptait 1 171 habitants, en évolution de +0,69 % par rapport à 2016 (Ille-et-Vilaine : +5,46 %, France hors Mayotte : +2,11 %).
| 1793  | 1800 | 1806  | 1821  | 1831  | 1836  | 1841  | 1846  | 1851  |
| ----- | ---- | ----- | ----- | ----- | ----- | ----- | ----- | ----- |
| 1 264 | 760  | 1 254 | 1 320 | 1 363 | 1 296 | 1 285 | 1 456 | 1 365 |

| 1856  | 1861  | 1866  | 1872  | 1876  | 1881  | 1886  | 1891  | 1896  |
| ----- | ----- | ----- | ----- | ----- | ----- | ----- | ----- | ----- |
| 1 358 | 1 337 | 1 359 | 1 352 | 1 371 | 1 360 | 1 405 | 1 426 | 1 347 |

| 1901  | 1906  | 1911  | 1921 | 1926 | 1931 | 1936 | 1946 | 1954 |
| ----- | ----- | ----- | ---- | ---- | ---- | ---- | ---- | ---- |
| 1 303 | 1 256 | 1 201 | 990  | 997  | 995  | 979  | 950  | 879  |

| 1962 | 1968 | 1975 | 1982 | 1990 | 1999 | 2006  | 2007  | 2012  |
| ---- | ---- | ---- | ---- | ---- | ---- | ----- | ----- | ----- |
| 781  | 725  | 689  | 763  | 794  | 964  | 1 099 | 1 118 | 1 149 |

| 2017  | 2022  | - | - | - | - | - | - | - |
| ----- | ----- | - | - | - | - | - | - | - |
| 1 171 | 1 171 | - | - | - | - | - | - | - |

## Personnalités liées à la commune
- Morel Emile Hyppolyte Marie, enfant de Pancé - Chevalier de la légion d'honneur. Soldat du 141e Régiment d'infanterie, gravement mutilé en 1918.
- Louis Pelâtre, né le 12 mai 1940 à Pancé en Ille-et-Vilaine, est un évêque catholique français, vicaire apostolique d'Istanbul en Turquie de 1992 à avril 2016.